# Torneo di Wimbledon 2021 - Quad singolare
Il campione in carica Dylan Alcott ha sconfitto in finale Sam Schröder con il punteggio di 6–2, 6–2.
È stato il terzo passo verso un eventuale Grande Slam d'Oro per Alcott, che con questa vittoria ha completato il doppio Grande Slam in carriera.

## Teste di serie
1. Dylan Alcott (campione)

1. Andy Lapthorne (semifinale)

## Tabellone

### Legenda
| - Q = Qualificato - WC = Wild card - LL = Lucky loser | - ALT = Alternate - SE = Special Exempt - PR = Protected Ranking | - w/o = Walkover - r = Ritirato - d = Squalificato |

### Fase finale
|  | Semifinali | Semifinali     | Semifinali   | Semifinali | Semifinali |  |  | Finale          | Finale         | Finale       | Finale | Finale |  |
|  |            |                |              |            |            |  |  |                 |                |              |        |        |  |
|  | 1          | Dylan Alcott   | Dylan Alcott | 6          | 6          |  |  |                 |                |              |        |        |  |
|  | WC         | David Wagner   | David Wagner | 2          | 2          |  |  | 1               | Dylan Alcott   | Dylan Alcott | 6      | 6      |  |
|  |            | Sam Schröder   | 7            | 65         | 6          |  |  |                 | Sam Schröder   | Sam Schröder | 2      | 2      |  |
|  | 2          | Andy Lapthorne | 5            | 7          | 3          |  |  |                 |                |              |        |        |  |
|  |            |                |              |            |            |  |  |                 |                |              |        |        |  |
|  |            |                |              |            |            |  |  | Finale 3º posto |                |              |        |        |  |
|  |            |                |              |            |            |  |  |                 |                |              |        |        |  |
|  |            |                |              |            |            |  |  | WC              | David Wagner   | 6            | 3      | 4      |  |
|  |            |                |              |            |            |  |  | 2               | Andy Lapthorne | 4            | 6      | 6      |  |